# Puente de la Mujer
Il Puente de la Mujer è un'opera dell'architetto spagnolo Santiago Calatrava nella città di Buenos Aires, Argentina, e si trova nel Dock 3 di Puerto Madero. Questa è una delle due realizzazioni di Calatrava in America Latina, l'altro essendo il Museo del Domani a Rio de Janeiro.

## Descrizione
Si tratta di un ponte pedonale di 160 m di lunghezza e 5 m di larghezza diviso in tre sezioni: due fisse sulle due sponde e una mobile che gira su di un pilone conico di cemento bianco e permette in meno di due minuti il passaggio di imbarcazioni. Questa sezione centrale è sostenuta da un pilastro di 39 m di altezza. Dalla colonna pendono i cavi che sostengono il tratto girevole.
Il costo dell'opera fu di due milioni di dollari che furono donati dall'impresario Alberto González. Fu realizzato a Vitoria, Spagna, dall'impresa Urssa.
Fu inaugurato il 20 dicembre del 2001, nel picco della crisi economica e istituzionale argentina. Per questo l'inaugurazione passò inavvertita dalla maggioranza degli abitanti.